# Iván Rossi
Iván Javier Rossi (Castelar, 1 de noviembre de 1993) es un futbolista argentino que juega en Juventud de Las Piedras de la Primera División de Uruguay.

## Trayectoria

### Banfield
Surgió de las inferiores de Banfield. Fue promovido por Matías Almeyda al primer equipo, aunque su debut se tardó mucho tiempo. Pese a esto, consiguió el título de la segunda división con el Taladro en 2014.
Contra San Lorenzo disputó su primer partido como titular y fue reemplazado por Juan Cazares. Además fue titular en el clásico del sur donde su equipo ganó por 1 a 0 con gol de Mauricio Cuero. Marcó su primer gol en el partido ante Tigre por la fecha 28 del Campeonato de Primera División 2015, partido en el cual su equipo terminaría perdiendo por 3 a 1.

### River Plate
El 11 de julio de 2016 fue fichado por River Plate a cambio de 4 millones de dólares y firmó contrato de cuatro años con la institución. Su debut fue el 7 de agosto de 2016 frente a Sportivo Estudiantes (SL) por la Copa Argentina 2015-16, partido disputado en el estadio Padre Ernesto Martearena y que finalizó 2 a 1 a favor de River Plate.

### Huracán
El 18 de julio de 2018, tras no ser tenido en cuenta por Marcelo Gallardo en River Plate, se confirmó su llegada a préstamo a Huracán, donde permaneció hasta junio de 2019. Disputó 29 partidos en el primer equipo (26 como titular), sin convertir goles.

### Colo-Colo
El 13 de agosto de 2019 confirmó su fichaje a préstamo por 6 meses, a Colo-Colo de la Primera División de Chile, convirtiéndose en el reemplazante del seleccionado chileno Esteban Pavez, en el plantel del equipo chileno. Colo-Colo fue el primer club de Rossi fuera de Argentina.

### Sambenedettese
El 1 de febrero de 2021 se confirmó su fichaje al club italiano luego de rescindir su contrato con River.

### CS Marítimo
El 14 de julio de 2021 llegó libre a Marítimo de Portugal.

### Junior de Barranquilla
El 1 de julio de 2022 el C. S. Marítimo confirmó su traspaso al Junior de Barranquilla, llega por pedido del entrenador Juan Cruz Real, quien le comunicó a la directiva traer un jugador extranjero.

### Platense
A principios de 2023 llegó a Platense luego de su paso por Junior de Barranquilla.

### Juventud de Las Piedras
El 24 de agosto de 2024 llegó con el pase en su poder a Juventud.  

## Estadísticas
Actualizado al último partido disputado el 10 de agosto de 2025.
| Club | Div.                | Temporada           | Liga  | Liga  | Liga   | Copas nacionales (1) | Copas nacionales (1) | Copas nacionales (1) | Copas internacionales (2) | Copas internacionales (2) | Copas internacionales (2) | Total | Total | Total  | Medida goleadora(3) |
| Club | Div.                | Temporada           | Part. | Goles | Asist. | Part.                | Goles                | Asist.               | Part.                     | Goles                     | Asist.                    | Part. | Goles | Asist. | Medida goleadora(3) |
| --- | ------------------- | ------------------- | ----- | ----- | ------ | -------------------- | -------------------- | -------------------- | ------------------------- | ------------------------- | ------------------------- | ----- | ----- | ------ | ------------------- |
| Banfield Argentina | 2.ª                 | 2013-14             | 0     | 0     | 0      | 0                    | 0                    | 0                    | -                         | -                         | -                         | 0     | 0     | 0      | 0                   |
| Banfield Argentina | 1.ª                 | 2015                | 13    | 1     | 0      | 0                    | 0                    | 0                    | -                         | -                         | -                         | 13    | 1     | 0      | 0.08                |
| Banfield Argentina | 1.ª                 | 2016                | 11    | 0     | 2      | 1                    | 0                    | 0                    | -                         | -                         | -                         | 12    | 0     | 2      | 0                   |
| Banfield Argentina | Total club          | Total club          | 24    | 1     | 2      | 1                    | 0                    | 0                    | -                         | -                         | -                         | 25    | 1     | 2      | 0.04                |
| River Plate Argentina | 1.ª                 | 2016-17             | 7     | 0     | 1      | 3                    | 0                    | 0                    | 2                         | 0                         | 0                         | 12    | 0     | 1      | 0                   |
| River Plate Argentina | 1.ª                 | 2017-18             | 6     | 0     | 0      | 1                    | 0                    | 0                    | 1                         | 0                         | 0                         | 8     | 0     | 0      | 0                   |
| River Plate Argentina | 1.ª                 | 2020                | -     | -     | -      | -                    | -                    | -                    | -                         | -                         | -                         | -     | -     | -      | 0                   |
| River Plate Argentina | Total club          | Total club          | 13    | 0     | 1      | 4                    | 0                    | 0                    | 3                         | 0                         | 0                         | 20    | 0     | 1      | 0                   |
| Huracán Argentina | 1.ª                 | 2018-19             | 23    | 0     | 1      | 3                    | 0                    | 0                    | 4                         | 0                         | 0                         | 30    | 0     | 1      | 0                   |
| Huracán Argentina | Total club          | Total club          | 23    | 0     | 1      | 3                    | 0                    | 0                    | 4                         | 0                         | 0                         | 30    | 0     | 1      | 0                   |
| Colo-Colo · Chile | 1.ª                 | 2019                | 6     | 0     | 1      | 2                    | 0                    | 0                    | 0                         | 0                         | 0                         | 8     | 0     | 1      | 0                   |
| Colo-Colo · Chile | Total club          | Total club          | 6     | 0     | 1      | 2                    | 0                    | 0                    | 0                         | 0                         | 0                         | 8     | 0     | 1      | 0                   |
| U.S. Sambenedettese · Italia | 3.ª                 | 2020-21             | 15    | 0     | 0      | 0                    | 0                    | 0                    | 0                         | 0                         | 0                         | 15    | 0     | 0      | 0                   |
| U.S. Sambenedettese · Italia | Total club          | Total club          | 15    | 0     | 0      | 0                    | 0                    | 0                    | 0                         | 0                         | 0                         | 15    | 0     | 0      | 0                   |
| CS Marítimo Portugal | 1.ª                 | 2021-22             | 27    | 0     | 0      | 1                    | 0                    | 0                    | 0                         | 0                         | 0                         | 28    | 0     | 0      | 0                   |
| CS Marítimo Portugal | Total club          | Total club          | 27    | 0     | 0      | 1                    | 0                    | 0                    | 0                         | 0                         | 0                         | 28    | 0     | 0      | 0                   |
| Junior · Colombia | 1.ª                 | 2022                | 8     | 0     | 0      | 3                    | 0                    | 0                    | -                         | -                         | -                         | 11    | 0     | 0      | 0                   |
| Junior · Colombia | Total club          | Total club          | 8     | 0     | 0      | 3                    | 0                    | 0                    | 0                         | 0                         | 0                         | 11    | 0     | 0      | 0                   |
| Platense Argentina | 1.ª                 | 2023                | 17    | 0     | 0      | 10                   | 0                    | 0                    | -                         | -                         | -                         | 27    | 0     | 0      | 0                   |
| Platense Argentina | Total club          | Total club          | 17    | 0     | 0      | 10                   | 0                    | 0                    | 0                         | 0                         | 0                         | 27    | 0     | 0      | 0                   |
| Juventud (Las Piedras) · Uruguay | 2.ª                 | 2024                | 9     | 0     | 0      | 1                    | 0                    | 0                    | -                         | -                         | -                         | 10    | 0     | 0      | 0                   |
| Juventud (Las Piedras) · Uruguay | 1.ª                 | 2025                | 23    | 0     | 2      | 0                    | 0                    | 0                    | -                         | -                         | -                         | 23    | 0     | 2      | 0                   |
| Juventud (Las Piedras) · Uruguay | Total club          | Total club          | 32    | 0     | 2      | 1                    | 0                    | 0                    | 0                         | 0                         | 0                         | 33    | 0     | 2      | 0                   |
| Total en su carrera | Total en su carrera | Total en su carrera | 165   | 1     | 7      | 25                   | 0                    | 0                    | 7                         | 0                         | 0                         | 197   | 1     | 7      | 0.01                |
| (1) Las copas nacionales se refiere a la Copa Argentina, Copa Chile, Copa de la Liga de Portugal, Copa Colombia y Copa Uruguay. (2) Las copas internacionales se refiere a la Copa Libertadores. (3) Media de goles por encuentro. No incluye goles en partidos amistosos. |                     |                     |       |       |        |                      |                      |                      |                           |                           |                           |       |       |        |                     |

## Palmarés

### Campeonatos nacionales
| Título             | Equipo      | País      | Año     |
| ------------------ | ----------- | --------- | ------- |
| Primera B Nacional | Banfield    | Argentina | 2013-14 |
| Copa Argentina     | River Plate | Argentina | 2015-16 |
| Copa Argentina     | River Plate | Argentina | 2016-17 |

### Campeonatos internacionales
| Título              | Equipo      | Sede         | Año  |
| ------------------- | ----------- | ------------ | ---- |
| Recopa Sudamericana | River Plate | Buenos Aires | 2016 |
| Copa Libertadores   | River Plate | Madrid       | 2018 |

### Otros logros
| Título                                   | Equipo                 | País    | Año  |
| ---------------------------------------- | ---------------------- | ------- | ---- |
| Ascenso a la Primera División de Uruguay | Juventud (Las Piedras) | Uruguay | 2024 |